# Laubbesen

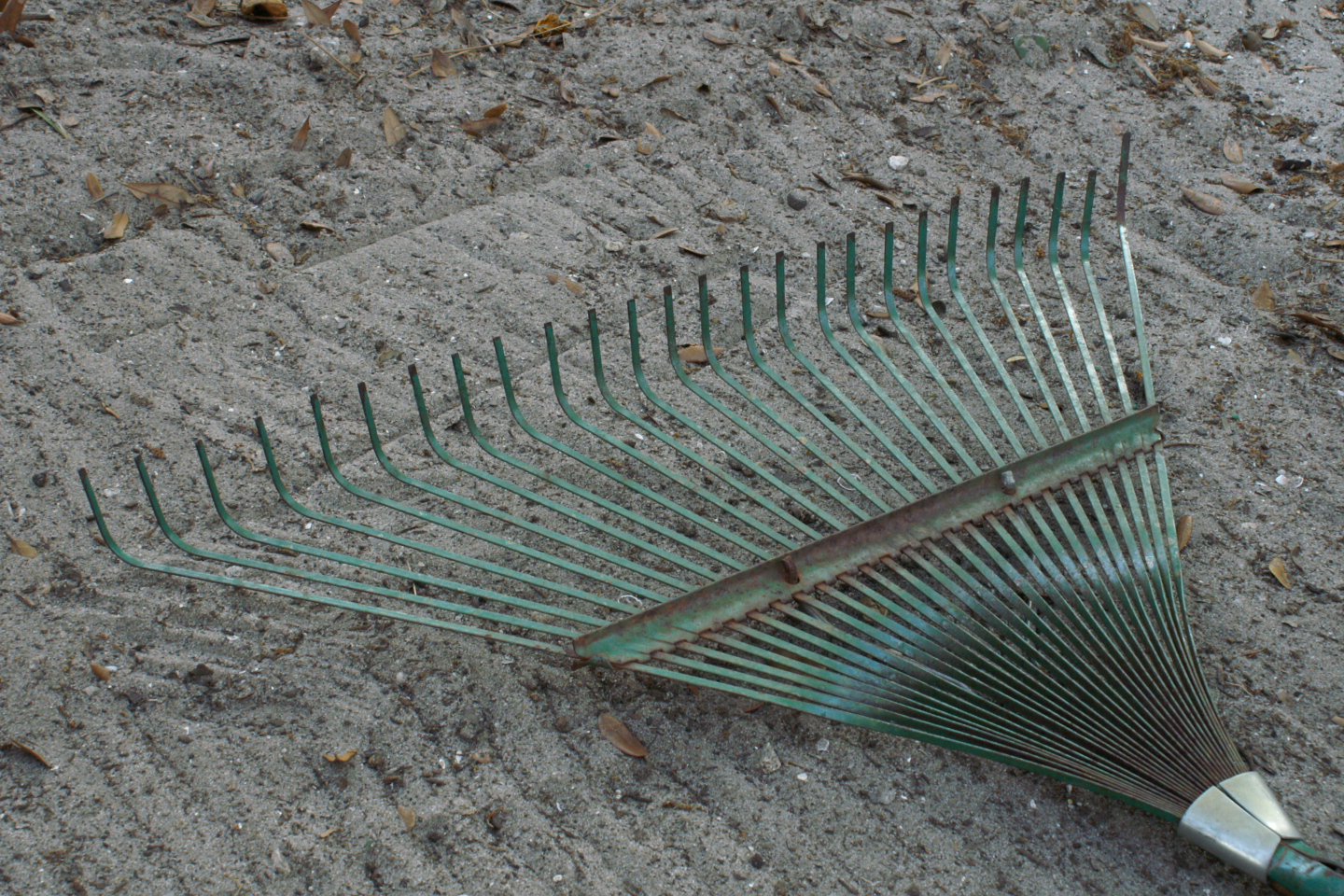
Laubbesen

Ein Laubbesen, auch Laubrechen, Rasenbesen bzw. Fächerbesen genannt, ist ein Gartengerät mit Stiel aus Metall oder Kunststoff hergestellt, das zum Zusammenkehren von Schnittgut, Laub und gelöstem Moos auf Rasenflächen dient. Am unteren Ende des Stiels sind lange schmale, rechteckige Zinken fächerförmig angebracht, die an den Enden krallenförmig abgebogen sind. Um die Rasendecke zu schonen, sind die Zinken aus federndem Material.
Es gibt Laubbesen mit starrer oder mit verstellbarer Arbeitsbreite. Bei den verstellbaren kann der Zinkenabstand über einen Schiebemechanismus verstellt werden: Für grobes Sammelgut wie Laub wählt man einen großen Zinkenabstand, für feines Sammelgut wie trockenes, kurzes Gras einen engen Zinkenabstand.